# Dravidosaurus
Dravidosaurus („drávidský ještěr“) je rod velmi diskutabilního pozdně křídového plaza. 

## Historie a význam
V roce 1979 byl indickými paleontology popsán jako poslední známý žijící stegosaurid, avšak v devadesátých letech se objevila tvrzení, že se ve skutečnosti jednalo o fosilie mořského plaza plesiosaura a o fosilní zub jakéhosi malého ornitopoda. Zda se tedy jedná o rod plesiosaura, stegosaura či zástupce jiné skupiny křídových obratlovců je otázkou dalších studií. Zřejmě se jedná o chiméru, tedy objev fosilií pocházejících z různých živočichů, přičemž alespoň některé fragmenty možná skutečně patřily neznámému druhu stegosaurida.

## Výskyt
Fosilie tohoto pradávného indického živočicha pocházejí z období pozdní křídy (geologický stupeň/věk coniak až maastricht – přibližně před 89 až 70 miliony let).